# Elatine fauquei
Elatine fauquei är en slamkrypeväxtart som beskrevs av Théodore Monod. Elatine fauquei ingår i släktet slamkrypor, och familjen slamkrypeväxter. Inga underarter finns listade i Catalogue of Life.